# Сирс, Роберт Ричардсон
Роберт Ричардсон Сирс (англ. Robert Richardson Sears; 1908—1989) — американский психолог, специалист в области социальной и детской психологии.
Профессор Йельского, Гарвардского и Стэнфордского университетов. Основная работа — «Frustration and Aggression» (1939).

## Биография
Родился 31 августа 1908 года.
Отец — Jesse Brundage Sears, профессор Стэнфордского университетa; мать — Stella Louise Richardson.
В 1932 году женился на Pauline Kirkpatrick Snedden, которая была соавтором его книги, за которую они получили премию за достижения в области психологии.
Был в течение многих лет руководителем департамента психологии в Станфорде. Сотрудничал с психологом Льюисом Терманом.
В 1951 году был президентом Американской психологической ассоциации.
Умер 22 мая 1989 года.